# 雨 (游戏)
《雨》（在香港等地命名為「Lost in the Rain」）是一款由索尼電腦娛樂日本工作室開發、索尼電腦娛樂發行的PlayStation 3獨占冒險遊戲。遊戲在Gamescom上首次公開，於2013年在PlayStation Network發布。

## 劇情
遊戲主角是一位不知名的年輕男孩。他在雨中迷路時看到了一個年輕女孩的輪廓，在跟隨女孩的時候，男孩像她一樣變成了透明不可見，並且發現其中有著許多其他看不見的生物在徘徊。他必須想出辦法，在這個透明的世界中找到女孩。

## 遊戲內容
《雨》是一款冒險遊戲，玩家在其中扮演一位只能站在大雨中才能被看到的透明年輕男孩。當在掩體下行走時，男孩會在地上留下水腳印以顯示行踪。玩家利用男孩的可見性以及其他生物，在雨中解決遊戲的各種謎題和任務。

## 音樂
遊戲主題曲取自阿希尔-克洛德·德彪西《貝加馬斯克組曲》中的《月光曲》（Clair de Lune），歌曲由菅野祐悟改編、康妮·塔波特演唱。

## 評價
遊戲發布後獲得了較好的評價。IGN的Daniel Krupa評分為7.0，稱讚了遊戲的一些機制，但稱“《雨》創造了一種特別讓人感到心碎氛圍，但無法將之提升到一種更引人入勝的體驗。”GameSpot的Tom Mc Shea同樣給予了7.0分，讚揚遊戲內容、音樂以及其中一些謎題，稱“《雨》運用了冷的氣氛和一個由衷的故事把你帶入這個奇異的世界中”，但批評了謎題的某些機制。Hardcore Gamer的Brittany Vincent給予遊戲3/5的評價，稱“遊戲本會是一次美麗的旅程，但《雨》似乎太滿足於沉浸在他們的憂鬱（環境）中，創造任何真實迷人的遊戲內容。”Polygon的Philip Kollar給予遊戲8.5分，表示“《雨》用它簡單的遊戲機制帶出了強烈的情感。”

## 外部連結
- （英文） Screenshots and info （页面存档备份，存于） - PlayStation Blog
- （英文） Lorenzo Veloria，Interview with Rain composer Yugo Kanno and vocalist Connie Talbot （页面存档备份，存于），Gamesradar，2013年9月20日